# Hans Seidemann
Hans Seidemann (18 janvier 1901 - 21 décembre 1967) fut un général allemand de la Luftwaffe durant la Seconde Guerre mondiale.

## Années de l'entre-deux-guerres
Entre les deux guerres mondiales, Hans Seidemann fut entraîné à devenir pilote de la Luftwaffe dans une installation tenue secrète et située à Lipetsk en Union soviétique. Il participa également au 3e et 4e Challenge International de Tourisme de la Fédération aéronautique internationale qui se déroulèrent respectivement en 1932 où il obtint la 7e place, et en 1934 où il occupa la 3e place.

## Seconde guerre mondiale
Du 5 octobre 1940 au 11 août 1942, il est nommé chef d'état-major de la Luftflotte 2.

## Distinctions
- Croix d'Espagne en or avec glaives (6 juin 1939)
- Croix de fer
  - 2e classe (12 juin 1941)
  - 1re classe (22 juin 1941)
- Croix de chevalier de la croix de fer avec feuilles de chêne
  - Croix de chevalier le 20 mars 1942 en tant que Oberst dans le Generalstab et chef de l'état-major général de la Luftflotte 2
  - 658e feuilles de chêne le 18 novembre 1944 en tant que Generalleutnant et commandant général du VIII. Fliegerkorps
- Mentionné dans le bulletin radiophonique Wehrmachtbericht le 20 février 1944

## Sources
- (en) Cet article est partiellement ou en totalité issu de l’article de Wikipédia en anglais intitulé « Hans Seidemann » (voir la liste des auteurs)..